# Volata (tecnica mineraria)
In ingegneria, la volata indica la disposizione e il caricamento del materiale esplosivo necessario per abbattere una parete rocciosa durante i lavori di una galleria.

## Generalità
Sia nell'esecuzione di opere civili che nella coltivazione di giacimenti minerari, si rende spesso necessario procedere all'abbattimento di porzioni di roccia attraverso l'uso di esplosivi. È estremamente raro il caso in cui, in condizioni ordinarie, questo sia possibile con la predisposizione e l'esplosione di una singola mina e pertanto occorre predisporre uno schema secondo il quale disporre le diverse mine necessarie, determinandone la lunghezza, l'orientamento, la potenza della carica e la sequenza di esplosione delle stesse.

## I diversi tipi di volata
Le volate possono essere molto diverse a seconda delle condizioni in cui ci si trova ad operare (pareti rocciose a cielo aperto, gallerie a sezione limitata, tipicamente gallerie da miniera, gallerie di grandi sezioni, quali gallerie stradali o ferroviarie). 

### Pareti rettilinee a cielo aperto

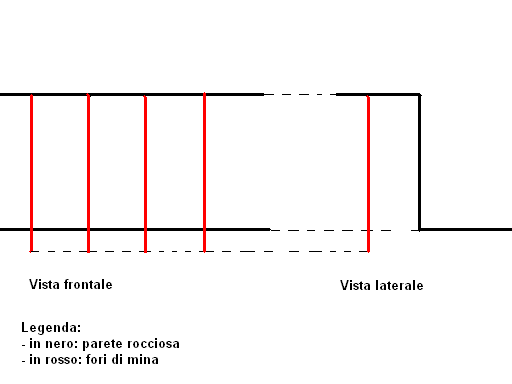
Schema di volata a brillamento istantaneo per l'abbattimento di una parete rettilinea

Nel caso di una parete rocciosa a cielo aperto, le mine avranno andamento verticale e verranno disposte parallelamente al fronte di abbattimento, a distanza regolare tra di loro e ad una distanza dal fronte stesso determinata dalla consistenza e dalla frammentazione della roccia. La lunghezza della mina viene solitamente prolungata (sovraperforazione) al di sotto del piano inferiore del gradino del 25/30%, onde limitare la possibilità che rimangano degli spuntoni di roccia all'altezza del piano di cantiere che potrebbero ostacolare la rimozione della roccia abbattuta. La sovraperforazione può essere evitata qualora la roccia presenti una stratificazione orizzontale, oppure nel caso vengano predisposti i cosiddetti "rilevaggi", mine orizzontali di piccolo diametro ed a carica limitata poste alla base del gradino.
Il caricamento delle mine sarà continuo, ovvero costituito da una serie di cartucce di esplosivo adiacenti tra loro, nel caso di pareti di altezza limitata, mentre potrà essere costituito da più gruppi di cartucce distanziati tra di loro in caso di mine particolarmente lunghe (superiori ai 12-15 metri). Il quantitativo di esplosivo verrà ovviamente determinato sulla base delle caratteristiche fisiche della roccia e del grado di frammentazione che si intende ottenere.
Il brillamento delle mine sarà istantaneo, ossia tutte le mine verranno fatte esplodere simultameamente, salvo il caso in cui una porzione della parete sia formata da roccia più consistente, nel qual caso verrà applicato un ritardo (dell'ordine dei decimi di secondo) alle mine inserite in tale porzione, in modo che l'abbattimento delle porzioni adiacenti avvenga precedentemente e che la porzione centrale possa avere sfogo sia frontalmente che lateralmente.

### Gallerie

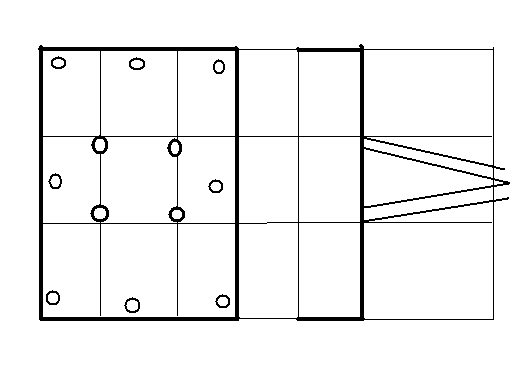
Schema semplificato di volata a 12 mine per gallerie di piccola sezione

La progettazione di una volata per l'avanzamento di una galleria presenta problemi diversi e più complessi rispetto all'abbattimento di un gradino a cielo aperto; infatti il fronte d'attacco ha una sola superficie libera e pertanto occorrerà disporre le mine in modo tale da provocare inizialmente la creazione di uno spazio (con le cosiddette mine di cuore) nel quale possa andare a cadere la roccia abbattuta dalle mine di scarico, che abbattono gran parte della roccia,  e dalle mine di contorno, che portano la sezione della galleria al profilo voluto.
La figura a destra rappresenta uno schema estremamente semplificato, con sole 12 mine, adatto per gallerie di piccola sezione. Le quattro mine centrali sono le mine di cuore, e sono disposte in modo tale da avvicinarsi molto tra di loro al fondo, formando una sorta di piramide che contorna la porzione di roccia che da queste verrà abbattuta nell'unica direzione possibile. Questo creerà uno spazio libero in cui le mine di scarico (in questo caso coincidenti con le mine di contorno) abbatteranno il resto della roccia.
Per consentire una resa ottimale della volata, le mine di cuore conterranno una carica maggiore delle altre, mentre le mine di scarico saranno dotate di detonatori che danno un ritardo nel brillamento rispetto alle prime, dell'ordine dei decimi o centesimi di secondo (ritardo ordinario) o dei millesimi di secondo (microritardo).

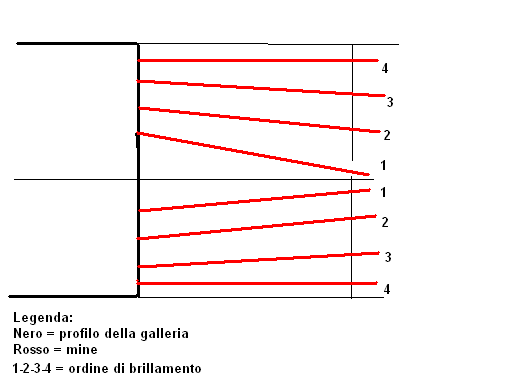
Vista in pianta di schema di volata a ventaglio

In gallerie di sezione maggiore si ricorre alla cosiddetta volata a ventaglio, nella quale le mine di cuore formano con la loro disposizione un prisma a base triangolare che comprende la roccia che verrà abbattuta inizialmente; in questo caso l'ordine di brillamento andrà dalle mine centrali a quelle più esterne, con più ritardi successivi.
L'incremento della sezione della galleria comporta ovviamente un maggior numero di mine e disposizioni sempre più complesse, mantenendo comunque il principio generale di creare prima uno spazio libero per consentire alle mine successive di trovare un volume dove far cadere la roccia abbattuta. Nelle grandi gallerie stradali o ferroviarie, il numero delle mine perforate per ogni volata può facilmente essere superiore a 100.
Una variante a questo schema prevede una minore carica per le mine di cuore ed una loro minore convergenza grazie alla creazione di fori di scarico, ovvero fori non caricati di diametro maggiore di quello delle mine, in grado di fornire, sia pure in misura minima, un volume libero dove troverà uno sfogo iniziale il materiale abbattuto; lo schema, prevedendo un maggior numero di fori da eseguire ed una maggiore complessità della disposizione, viene usato ormai raramente e soltanto con sezioni medio-grandi.

### Avanzamento
L'avanzamento ottenibile con una volata in galleria è proporzionale alla sezione della galleria stessa, in quanto la necessità di far convergere le mine di cuore richiede di distanziare il più possibile gli imbocchi delle stesse per ottenere una lunghezza maggiore. Nelle gallerie di piccola sezione, tipiche delle miniere, l'avanzamento medio è dell'ordine dei 2 metri (con una lunghezza delle mine attorno a 2,40 metri), mentre nelle grandi gallerie ad uso civile, pur con sezioni molto più grandi, l'avanzamento è dell'ordine di 4-4,50 metri, con mine di lunghezza di poco superiore ai 5 metri.